# Félix et Meira
Félix et Meira is een Canadese film uit 2014 onder regie van Maxime Giroux. De film ging in première op 7 september op het Internationaal filmfestival van Toronto in de sectie Contemporary World Cinema en werd geselecteerd voor de competitie van het internationaal filmfestival van San Sebastian 2014.

## Verhaal
Meira (Hadas Yaron), is een chassidisch joodse vrouw en moeder en Félix (Martin Dubreuil) is een eenling die rouwt om de recente dood van zijn vader waarvan hij vervreemd was. De twee ontmoeten elkaar toevallig in een lokale bakkerij in de wijk Mile End in Montreal. Hoewel ze maar een paar blokken van elkaar wonen, leven ze in totaal andere werelden. Wat begint als een onschuldige vriendschap wordt ernstiger als de twee troost vinden bij elkaar. Félix opent de ogen van Meira naar de wereld buiten haar hechte orthodoxe gemeenschap en haar verlangen naar verandering wordt steeds moeilijker voor haar om te negeren. Ze wordt gedwongen een keuze te maken, blijven leven zoals ze gewend is of alles opgeven voor Félix.

## Rolverdeling
| Acteur               | Personage |
| -------------------- | --------- |
| Martin Dubreuil      | Félix     |
| Hadas Yaron          | Meira     |
| Luzer Twersky        | Shulem    |
| Anne-Élisabeth Bossé | Caroline  |
| Benoît Girard        | Théodore  |
| Melissa Weisz        | Ruth      |

## Prijzen en nominaties
De film won 15 prijzen en werd voor 14 andere genomineerd. Een selectie:
| Jaar | Evenement                          | Categorie                  | Genomineerde   | Resultaat   |
| ---- | ---------------------------------- | -------------------------- | -------------- | ----------- |
| 2014 | TIFF (39ste editie)                | Best Canadian Feature Film | Maxime Giroux  | Gewonnen    |
| 2014 | San Sebastián (62ste editie)       | Gouden Schelp              | Félix et Meira | Genomineerd |
| 2016 | Canadian Screen Award (4de editie) | Beste film                 | Félix et Meira | Genomineerd |
| 2016 | Canadian Screen Award (4de editie) | Beste regisseur            | Maxime Giroux  | Genomineerd |
| 2016 | Canadian Screen Award (4de editie) | Beste actrice              | Hadas Yaron    | Genomineerd |
| 2016 | Canadian Screen Award (4de editie) | Beste productieontwerp     | Louisa Schabas | Genomineerd |
| 2016 | Canadian Screen Award (4de editie) | Beste camerawerk           | Sara Mishara   | Genomineerd |

## Productie
De film werd geselecteerd als Canadese inzending voor de beste niet-Engelstalige film voor de 88ste Oscaruitreiking.